# Elgin (Tennessee)
Elgin – jednostka osadnicza w Stanach Zjednoczonych, w stanie Tennessee, w hrabstwie Scott.